# Epona (The Legend of Zelda)
Epona (エポナ Epona?) es el nombre de la yegua de Link en la serie de videojuegos de The Legend of Zelda, de Nintendo. Su nombre proviene de la diosa celta protectora de los caballos Epona.

## Creación
Epona fue creada por Yoshiaki Koizumi, apareciendo por primera vez en The Legend of Zelda: Ocarina of Time. Epona comparte el mismo nombre de la diosa celta de la fertilidad y protectora de los caballos. Se planeó que en Ocarina of Time fuera nombrada por el jugador, pero esta característica fue eliminada antes del lanzamiento. No obstante, en The Legend of Zelda: Twilight Princess se añadió esta característica, permitiendo nombrar a Epona con un nombre distinto creado por los jugadores.

## Historia
Criada por Malon en el Rancho Lon-Lon, en el corazón de Hyrule, Epona es una yegua tímida y asustadiza que sólo confía en pocas personas. Maltratada por Ingo cuando se apoderó del rancho, estaba destinada a servir como montura a Ganondorf, no obstante Link acaba llevándosela como premio de una carrera.
Epona responde a la llamada del héroe desde cualquier parte del reino siempre que éste toca la Canción de Epona con su ocarina. Esta melodía se la cantaba su madre a Malon cuando era pequeña, y ésta hizo lo mismo con la yegua.

## Apariciones
En The Legend of Zelda: Ocarina of Time nos encontramos con Epona en dos épocas distintas: cuando era joven con Link de niño y cuando ya había crecido con Link adulto.
En The Legend of Zelda: Majora's Mask, al seguir la línea cronológica del final de Link niño en el juego anterior, nos muestra a Epona cuando tan sólo era una pequeña yegua que, posteriormente en el juego, es secuestrada por un Skull Kid mientras está poseído por la Máscara de Majora la podemos encontrar nuevamente encerrada en un establo ubicado en el rancho Romaní.
En The Legend of Zelda: Oracle of Ages y The Legend of Zelda: Oracle of Seasons, aparece brevemente siendo montada por Link en la presentación de cada juego.
En The Legend of Zelda: Twilight Princess, Epona aparece una vez más, pero esta vez Epona ya pertenece a la comunidad donde radica Link, solo que es raptada junto con los amigos de Link por una especie de humanoide grotesco montado en un jabalí monstruoso.
En "The Legend of Zelda: Breath of the Wild",Epona solo aparece mediante el uso del Amiibo de Link Caballero.